# (20961) Arcésilas
(20961) Arcésilas, désignation internationale (20961) Arkesilaos, est un astéroïde troyen jovien.

## Description
(20961) Arcésilas est un astéroïde troyen jovien, camp grec, c'est-à-dire situé au point de Lagrange L4 du système Soleil-Jupiter. Il présente une orbite caractérisée par un demi-grand axe de 5,139 UA, une excentricité de 0,018 et une inclinaison de 9,2° par rapport à l'écliptique.
Il est nommé en référence au personnage de la mythologie grecque Arcésilas, acteur du conflit légendaire de la guerre de Troie.

## Compléments